# Fauna (biológia)

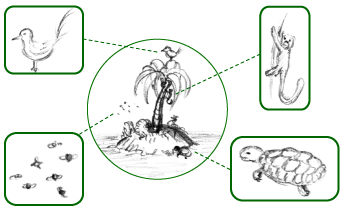
Egy sziget faunájának egyszerűsített ábrája - minden állatfaj bekeretezve szerepel.

A fauna az állati élet összessége egy adott területen vagy időszakon belül. A kifejezés párja a növényvilágban a flóra.
A zoológusok és az őslénykutatók körében a fauna egy adott időszakra vagy helyre jellemző állatcsoportra utal, mint például a „Sonora-sivatagi fauna” vagy a „Burgess-pala fauna”.
Az őslénykutatók néha a faunális emeletek sorozatára hivatkoznak, ami egy sor hasonló fosszíliát tartalmazó kőzetet jelent.
Az elnevezés a termékenység és a föld római istene Fauna, valamint Faunus és a hozzá kötődő erdei lelkek, a faunok nevéből ered. Mindhárom név a görög Pán istenre és a görög nyelvű panis szóra utal, ami a fauna megfelelője. A fauna olyan könyvet is jelent, ami az állatokat viselkedésük szerint katalogizálja. A szót elsőként Linné használta 1747-ben megjelent Fauna Suecica című művében.

## A fauna részei

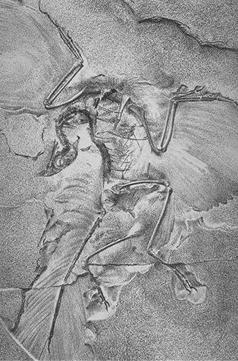
Az Archaeopteryx, a legősibb ismert madár

### Infauna
Az infauna olyan víziállatok csoportja, melynek tagjai inkább a vízfenéken élnek, mint a felszínen. A baktériumok és a mikroalgák a fenéken levő üledék hézagaiban élnek. Az infaunális állatok általában ritkábban fordulnak elő a mélyebb vizekben és a parttól távolabbi területeken, ahol a baktériumok rendszerint nagyobb bőségben találhatók meg, elérve a milliméterenkénti egy billió sejtes sűrűséget is. (Az infauna a víz alatti sár alá temetve élő bentosz.)

### Makrofauna
A macrofauna a legalább egy milliméteres hosszúságú bentikus vagy talajlakó szervezetek csoportja.

### Megafauna
A megafauna tagjai egy bizonyos területhez vagy időszakhoz tartozó nagyobb méretű állatok. Például az ausztrál megafauna.

### Meiofauna
A meiofauna tagjai kis méretű tengeri és édesvízi ökoszisztémákban élő bentikus gerinctelenek. A meiofauna taxonómiai csoportosítás helyett pontatlanul definiálja a csoportot a szervezetek mérete folytán, ami nagyobb, mint a mikrofaunában és kisebb, mint a makrofaunában élőké. A meiofauna számára alkalmas környezet lehet a nedves homokszemcsék közötti tér (lásd Mystacocarida). A gyakorlatban ezek a szervezetek képesek sértetlenül átjutni egy 1 milliméteres hálón, és fennakadnak egy 30–45 mikrométeresen, de pontos méreteiket az egyes kutatók eltérő módon határozzák meg. Az, hogy egy szervezet átfér-e egy 1 milliméteres hálón attól is függ, hogy él-e a szűrés idején.

### Mezofauna
A mezofauna  olyan makroszkópikus talajlakó gerinctelenek csoportja, mint például az ízeltlábúak, a földigiliszták és a nematodák.

### Mikrofauna
A mikrofauna tagjai mikroszkopikus vagy nagyon kis állatok (rendszerint ide sorolják a protozoákat és az olyan kis méretű állatokat, mint a rotiferák).

### Egyéb
A felsoroltak mellett léteznek egyéb csoportok is, például a madarakat tartalmazó avifauna és a halakat tartalmazó piscifauna (vagy ichthyofauna).

## Megállapodás szerinti faunák

### Klasszikus faunák
- Carl von Linné. Fauna Suecica. 1746

## Külső hivatkozások
- Állatok globális megfigyelései az iNaturaliston
- Fauna Alapítvány

## Fordítás
- Ez a szócikk részben vagy egészben  a   Fauna című angol Wikipédia-szócikk ezen változatának fordításán alapul.  Az eredeti cikk szerkesztőit annak laptörténete sorolja fel. Ez a jelzés csupán a megfogalmazás eredetét és a szerzői jogokat jelzi, nem szolgál a cikkben szereplő információk forrásmegjelöléseként.